# 佐伯市立宇目緑豊中学校
佐伯市立宇目緑豊中学校（さいきしりつ うめりょくほうちゅうがっこう）は、大分県佐伯市宇目千束にある公立中学校。

## 概要
宇目町にあった木浦中学校、小野市中学校、重岡中学校の3校を統合する形で2003年（平成15年）4月1日に開校。大分県立佐伯鶴城高等学校宇目分校の跡地に建設された。佐伯市立宇目緑豊小学校との小中一貫教育を行っている。
- 生徒数 61名 （2009年5月1日時点）

### 校歌
- 作詞・作曲 - イルカ

## 沿革
- 2003年4月1日 - 宇目町立木浦中学校、宇目町立小野市中学校、宇目町立重岡中学校を統合し、宇目町立宇目緑豊中学校として開校。
- 2005年3月3日 - 佐伯市との合併に伴い佐伯市立宇目緑豊中学校に改称。
- 2011年3月23日 - 佐伯市立宇目緑豊小学校との小中一貫教育を開始。

## 通学区域
- 佐伯市
  - 旧宇目町全域[2]

## 交通
大野竹田バス・大分バスの緑豊中学校前バス停すぐ。
通学生に対しては自転車通学を認めている他、大分バスの運行する学生専用のスクールバスも存在する。